# 요! 주의사항
요! 주의사항(要! 注意事項)은 2007년 2월 15일부터 2007년 5월 3일까지 SBS에서 방영된 교양프로그램이다.

## 기획 의도
사람들이 알아보기 어려울만큼 작게 쓰여있거나 사용자가 쉽게 간과해버리는 수많은 주의사항을 하나씩 쉽고 재미있게 풀어나가는 프로그램이다.